# Saugerties South
Saugerties South és una concentració de població designada pel cens dels Estats Units a l'estat de Nova York. Segons el cens del 2000 tenia 2.285 habitants.

## Demografia
Segons el cens del 2000, Saugerties South tenia 2.285 habitants, 865 habitatges, i 642 famílies. La densitat de població era de 900,2 habitants per km².
Dels 865 habitatges en un 35,5% hi vivien nens de menys de 18 anys, en un 60,5% hi vivien parelles casades, en un 10,1% dones solteres, i en un 25,7% no eren unitats familiars. En el 23,2% dels habitatges hi vivien persones soles el 12,5% de les quals corresponia a persones de 65 anys o més que vivien soles. El nombre mitjà de persones vivint en cada habitatge era de 2,62 i el nombre mitjà de persones que vivien en cada família era de 3,07.
Per edats la població es repartia de la següent manera: un 25,8% tenia menys de 18 anys, un 5,4% entre 18 i 24, un 28,6% entre 25 i 44, un 24,2% de 45 a 60 i un 16,1% 65 anys o més.
L'edat mediana era de 39 anys. Per cada 100 dones de 18 o més anys hi havia 85,2 homes.
La renda mediana per habitatge era de 52.468 $ i la renda mediana per família de 60.212 $. Els homes tenien una renda mediana de 42.639 $ mentre que les dones 27.155 $. La renda per capita de la població era de 22.197 $. Entorn del 5,4% de les famílies i el 7% de la població estaven per davall del llindar de pobresa.